# Pantorhaestes hispanicus
Pantorhaestes hispanicus là một loài tò vò trong họ Ichneumonidae.